# NGC 6401
NGC 6401 је збијено звездано јато у сазвежђу Змијоноша које се налази на NGC листи објеката дубоког неба.
Деклинација објекта је - 23° 54' 30" а ректасцензија 17h 38m 36,9s. Привидна величина (магнитуда) објекта NGC 6401 износи 7,4. NGC 6401 је још познат и под ознакама GCL 73, ESO 520-SC11.